# Giuliano Michelon
Pour les articles homonymes, voir Michelon.
Giuliano Michelon, né le 18 mars 1930 à Ponzone di Trivero (Piémont), est un coureur cycliste italien, professionnel de 1954 à 1959.

## Palmarès

### Palmarès amateur
- 1950
  - Coppa Vallestrona
  - Giro del Sestrière

### Palmarès professionnel
| - 1954 - Trophée Matteotti - 3e de la Coppa Kaiser - 1955 - Grand Prix Campagnolo - Grand Prix Valdinievole - 3e étape du Tour des Pouilles et Lucanie - 2e de la Coppa Mostra del Tessile - 2e de la Coppa Città di Busto Arsizio - 3e de la Coppa Agostoni - 3e du Tour des Pouilles et Lucanie | - 1957 - 2e du Tour du Piémont - 1958 - 3e du Gran Premio Industria di Quarrata - 1959 - 3e du Grand Prix Ceramisti |

## Résultats sur les grands tours

### Tour d'Italie
3 participations
- 1956 : abandon
- 1957 : 44e
- 1959 : 76e

### Tour d'Espagne
2 participations 
- 1956 : 35e
- 1959 : hors délais (9e étape)